# Кобарид
Кобарид (на словенски: Kobarid; на италиански: Caporetto; на немски: Karfreit) е град в Северозападна Словения, административен център на Община Кобарид.

## География
Намира се в долината на река Соча, недалеч от границата с Италия. Населението на града е 1238 души (от общо 4472 жители на общината) според преброяването от 2002 г.

## История
Градът придобива известност като бойно поле на битката при Капорето през Първата световна война, описана в романа „Сбогом на оръжията“ на Ърнест Хемингуей.

## Забележителности
- Музей на битката при Капорето – печели награда на Съвета на Европа (1993)
- Тоноцов Град – развалини от римска крепост от 5 век

## Известни личности
- Симон Грегорич, поет
- Симон Рутар, историк
- Йожеф Школч, политик
- Иван Урбанчич, философ

## Галерия
- Кобарид
- Река Соча близо до Кобарида
- Музей на Първата световна война